# Орлов, Пётр Николаевич
Пётр Никола́евич Орло́в (16 февраля 1949, Сталинград — 5 октября 2008, Волгоград) — советский и российский футбольный тренер. Заслуженный тренер РСФСР.

## Карьера
Родился в Сталинграде в 1949 году. С детства посещал футбольные секции. В юношеском возрасте стал заниматься в центре подготовки молодых футболистов клуба «Баррикады», был на просмотре в команду мастеров, но отбор в её состав пройти не смог.
Профессиональную деятельность в области физкультуры и спорта начал в 1969 году, когда устроился тренером в «Баррикады». Уже в скором времени тренерский талант Петра Орлова заметили и он был переведён на должность старшего тренера СДЮШОР по футболу СК «Баррикады».
С 1983 по 1985 годы работал старшим тренером волгоградского училища олимпийского резерва. В 1987 году окончил Высшую школу тренеров и стал руководителем отделения футбола Школы высшего спортивного мастерства Волгограда. Затем работал главным тренером ФК «Торпедо» (Волжский).
В 1990 году пришёл в ФК «Ротор», в котором отработал полтора десятка лет, за это время был помощником главного тренера основной команды, тренером дублирующего состава, главным тренером центра подготовки резерва ФК «Ротор», главным тренером ФК «Ротор-2».
За период тренерско-преподавательской деятельности Орлов внёс большой вклад в развитие футбола в Волгограде, организацию и становление деятельности отделений футбола училища олимпийского резерва, школы высшего спортивного мастерства и спортинтерната «Ротор». В качестве главного тренера юношеской сборной МОА «Черноземье» 1987 г.р. по футболу приводил команду к золотым медалям первенства России.
Более 50 воспитанников Петра Орлова выступали за различные клубы на профессиональном уровне, многие из них привлекались в составы национальных сборных команд.
В 2005 году был помощником главного тренера, а позже исполняющим обязанности главного тренера ФК «Лада-СОК».
В последние годы жизни работал тренером в Быковском районе Волгоградской области. Умер 5 октября 2008 года.
В 2013 году был проведён международный детский футбольный турнир памяти Петра Николаевича Орлова. Победителем стали воспитанники академии «Краснодар». По словам организаторов, турнир памяти планировалось сделать традиционным.

## Известные воспитанники
- Хомутецкий, Александр Васильевич[6]
- Никитин, Александр Борисович[6]
- Таможников, Валерий Петрович[6]
- Новокщёнов, Игорь Николаевич[6]
- Комаров, Анатолий Павлович.[6]
- Калитвинцев, Юрий Николаевич[6][4][7]
- Сергеев, Олег Вячеславович[6][4]
- Меньщиков, Игорь Анатольевич[6]
- Алдонин, Евгений Валерьевич[4][8]
- Борисов, Виктор Юрьевич[9]
- Деркач, Александр Александрович[8]

## Награды
За достигнутые успехи в работе Пётр Орлов неоднократно награждался почётными грамотами Министерства Просвещения РСФСР, СССР, Федерации футбола СССР и России. Неоднократно признавался лучшим детским тренером России.
- Заслуженный тренер РСФСР: 1990.[1][6]
- Почётный знак «За заслуги в развитии физической культуры и спорта»: 2000.[1]
- Лауреат национальной премии «Лукоморье» в области детского и юношеского футбола. Лучший тренер: 2002, 2003.[10][11][2]